# Termitenhügel

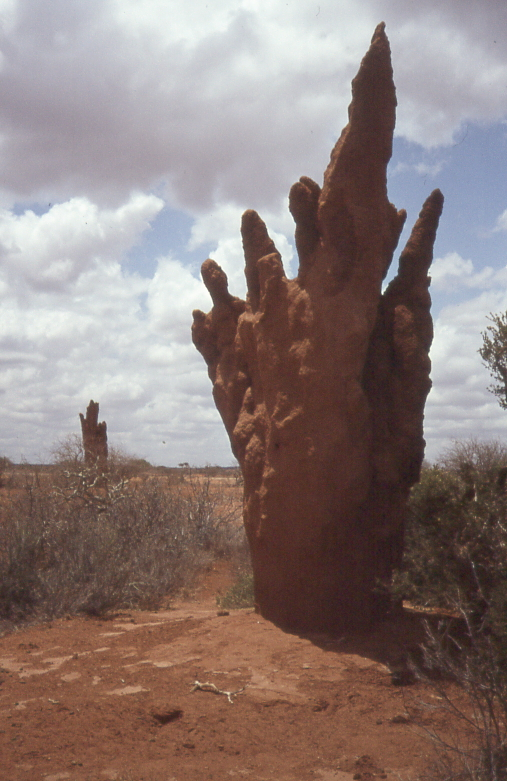
Termitenhügel in Somalia

Ein Termitenhügel ist der oberirdische Teil eines Termitenbaus. Daneben bauen bestimmte Termitenarten auch Erdnester (unter der Erde) und Kartonnester (auf Bäumen).

## Struktur
Unterschiedliche Termitenarten bauen sehr unterschiedliche Termitenhügel. Entscheidend ist vor allem die Funktion.
Termitenhügel können sehr groß werden und mehrere Millionen Termiten beherbergen. Vor allem in Afrika und Australien prägen sie oft das Bild von Savannenlandschaften. Bei Bauten der afrikanischen Termitenart Macrotermes bellicosus (Syn.: Bellicositermes natalensis) wurden Höhen von bis zu sieben Metern und ein Basis-Durchmesser von bis zu 28 Metern gemessen. Die größten Bauten errichtet eine australische Art aus der Unterfamilie der Nasutitermitinae. Das Baumaterial der Termitenhügel setzt sich aus Erde und zerkautem Pflanzenmaterial (Zellulose) zusammen, als Bindemittel dienen (je nach Unterfamilie) auch Kot und Speichel der Termiten. Diese Mischung kann eine enorme Festigkeit und Härte erreichen. In Kombination mit möglicher Wiederbesiedlung der Hügel durch die gleiche oder andere Arten können Termitenhügel in manchen Gegenden so mehrere zehntausend Jahre alt werden, so z. B. mit rund 34.000 Jahren in der südafrikanischen Region Namaqualand. Zuvor galt ein ca. 2200 Jahre altes Bauwerk in der Nähe der kongolesischen Stadt Lubumbashi als ältester Termitenhügel der Welt.

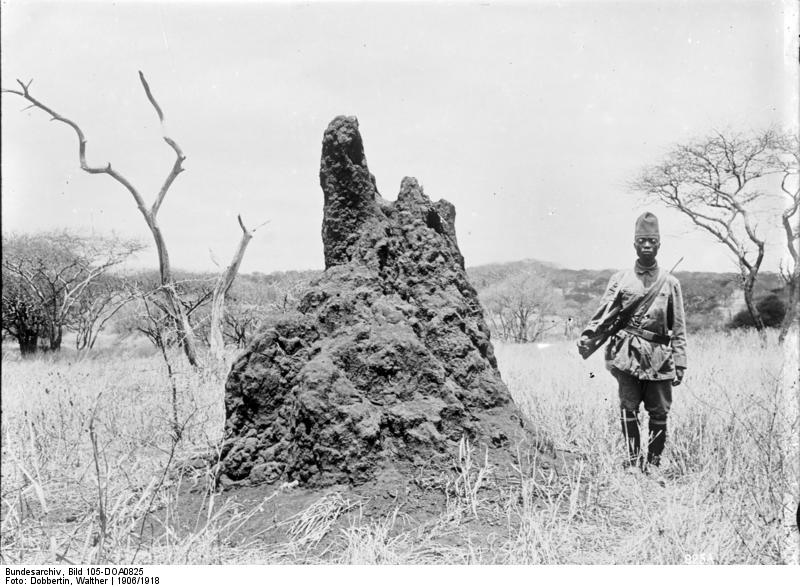
Termitenhügel in Deutsch-Ostafrika (zwischen 1906 und 1918)
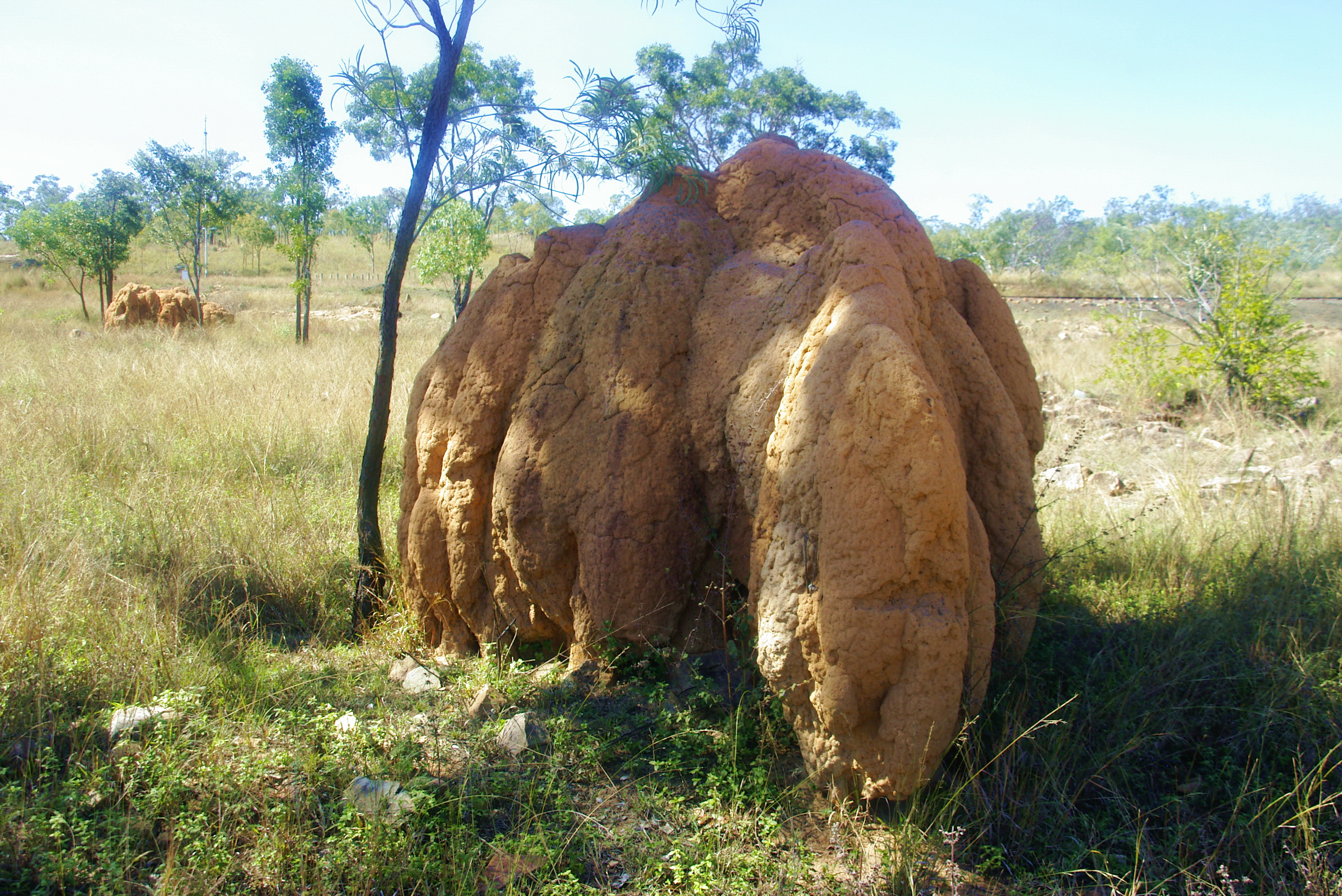
Termitenhügel in Queensland / Australien
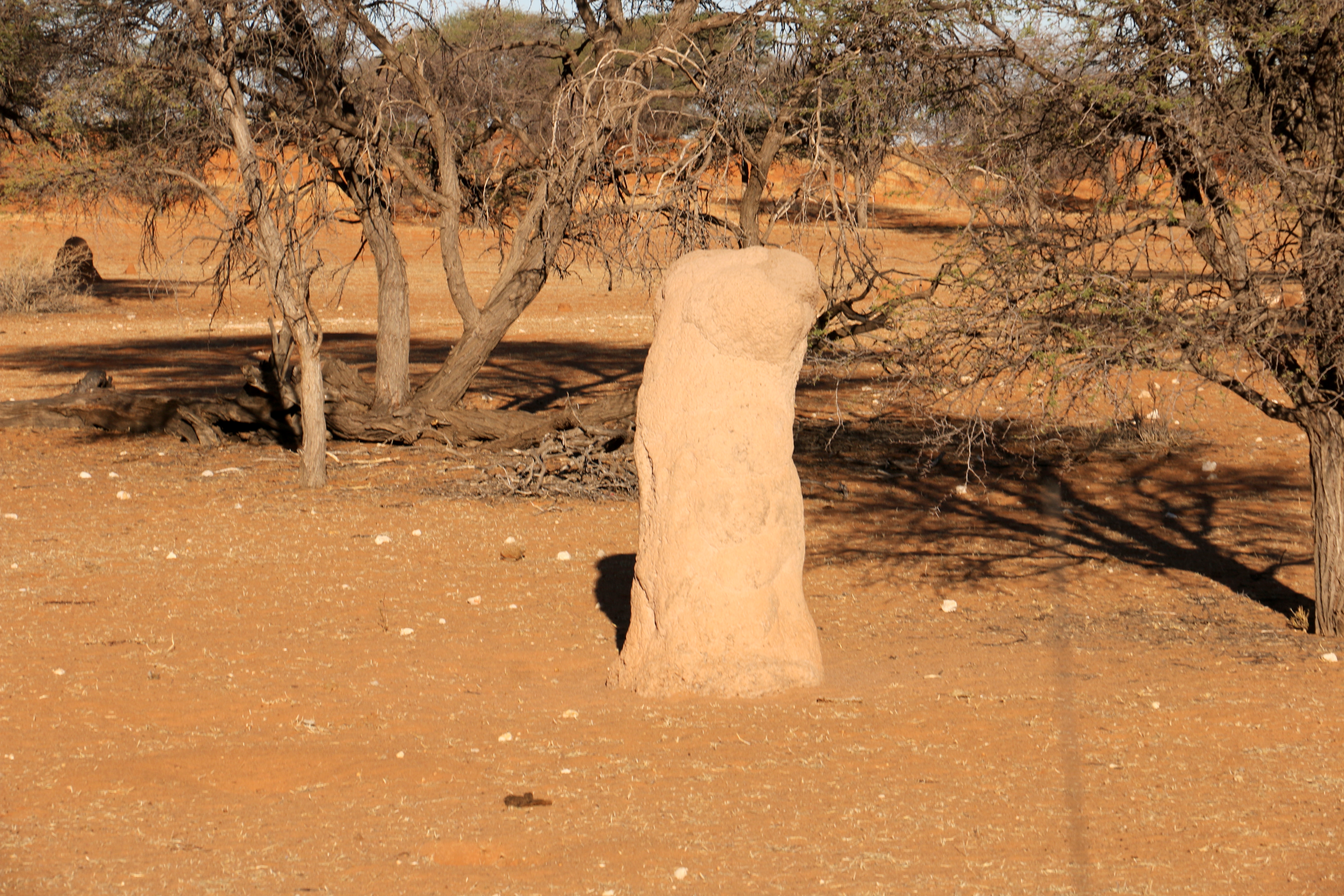
Termitenhügel in der Kalahari 24°55′01″S 018°34′03″E
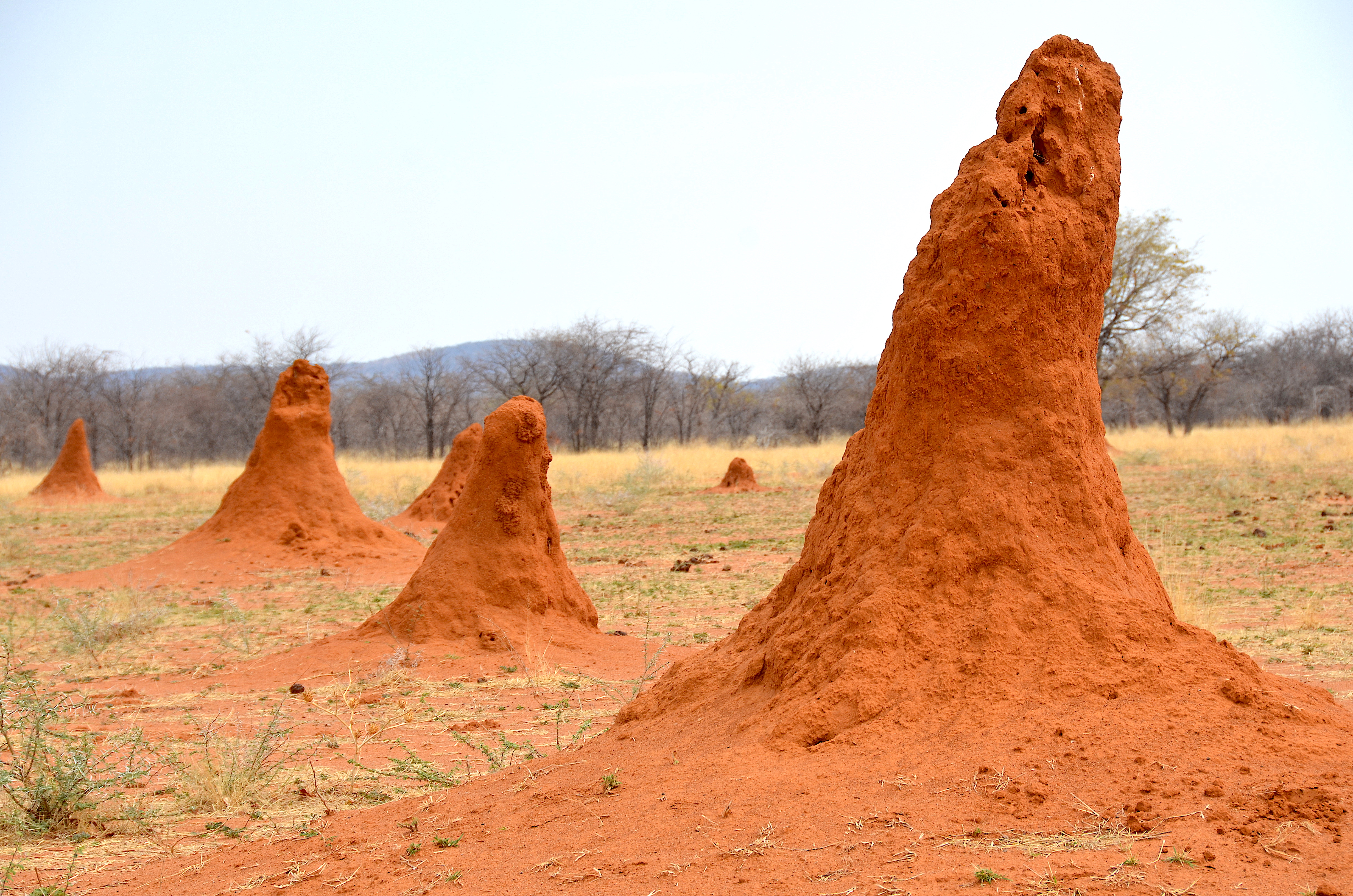
Termitenhügel in Namibia

Bei den meisten Macrotermitinae bildet die Kammer mit der Termitenkönigin (das zumeist einzige fruchtbare Weibchen, das sämtliche Eier des Insektenvolkes produziert) das Zentrum des Termitenhügels. Um die Kammer der Königin herum erstreckt sich der meist konzentrisch angelegte Bau. Er kann sehr komplex und in mehrere Galerien gegliedert sein. In der Nähe der Königinnen-Kammer liegen die Kammern für Eier und kleinere Larven. Nach außen folgen die Kammern für größere Larven und Arbeiter-Termiten. Daran schließen sich die Pilz-Kammern an, in denen die Arbeiter als Hauptnahrungsquelle für das Termitenvolk essbare Pilze kultivieren. Der gesamte Bau ist von einem komplizierten Labyrinth von Gängen und Luftschächten durchzogen.

## Funktionen
Während manche Arten trockenes Pflanzenmaterial zum späteren Verzehr einlagern, kultivieren Arten der Unterfamilie Macrotermitinae in einer obligaten Symbiose Pilze der Gattung Termitomyces, dessen asexuelle Fruchtkörper eine wichtige Nahrungsquelle der Kolonie darstellen. Der Pilz wird dabei auf vorverdautem Pflanzenmaterial kultiviert, dem die Termiten leichter verdauliche Anteile entzogen haben. Termitomyces zersetzt dieses Material weiter. Kolonien pilzkultivierender Arten benötigen eine besonders stabile Homöostase mit sehr geringen Temperatur- und Luftfeuchteschwankungen. Innerhalb verschiedener Arten der Macrotermitine haben sich evolutiv verschiedene Hügelarchitekturen entwickelt, die dies gewährleisten. Im begrenzten Umfang reagieren die Arten dabei auch auf Umweltveränderungen und passen ihre Architektur an.
Hauptsächlich dienen diese Termitenhügel zum Schutz vor der Witterung und zur Klimaregulation. Die komplexe Struktur von Gängen, Luftschächten und dämmenden Isolationsschichten sorgt selbst in den heißen Zonen von Afrika und Australien dafür, dass im Bau ein gleichmäßiges, verhältnismäßig kühles Klima herrscht. Manche Termitenhügel haben zur Klimatisierung hoch aufragende Zinnen mit Windschächten, durch die ständig frische, kühle Luft bis in die innersten Bereiche des Baus gedrückt wird. Die Hügel der australischen Kompass-Termiten sind länglich geformt und aufgrund ihres Magnetsinns in Nord-Süd-Richtung angelegt, sodass nur die schmalere Seite zur Sonne zeigt und sich der Bau weniger aufheizt.
Der Hügel dient auch zum Schutz vor Fressfeinden, weshalb er auch häufig als „Festung“ bezeichnet wird. Nur wenige, auf die Jagd nach Termiten spezialisierte Tiere sind in der Lage, die steinharten Mauern eines Termitenhügels aufzubrechen. Hierzu gehören vor allem Ameisenbären, aber auch Erdferkel und Gürteltiere, die mit ihren starken Klauen Löcher in einen Termitenhügel graben können. Wird ihr Bau aufgebrochen, beginnen die Termiten sofort wieder damit, ihn zu verschließen. Die wichtigsten Prädatoren von Termiten sind Ameisen, die oberirdisch oder unterirdisch in Termitennester eindringen und ganze Kolonien in kürzester Zeit erbeuten können.

## Verlassene Termitenhügel
Nicht mehr bewohnte Termitenhügel stellen durch die veränderten Bodenbedingungen besondere Kleinstlebensräume dar, die sich von ihrer Umgebung unterscheiden. So kommen beispielsweise in Westafrika bestimmte Gehölze wie die Tamarinde oder afrikanisches Ebenholz, aber auch viele sukkulente Pflanzen bevorzugt oder ausschließlich auf Termitenhügeln vor. Selbst nach tausenden Jahren können solche Unterschiede noch deutlich zu erkennen sein, wie die sogenannten Heuweltjies in Südafrika und Namibia zeigen.

## Termitenhügel in der Caatinga
In der halbtrockenen Caatinga, einer Landschaft im Nordosten Brasiliens, wurden mehrere Tausend Jahre alte Bauwerke der Art Syntermes dirus gefunden. Die insgesamt etwa 200 Millionen Abraumhalden der vermutlich pilzzüchtenden Gärtnerinnen wurden erst durch Abholzung der Vegetation für die Beweidung deutlicher sichtbar; Forschungsergebnisse des Insektenforschers an der University of Salford, dem Experten für Bienen Stephen J. Martin, in Zusammenarbeit mit der Universität in Feira de Santana im Jahr 2018 ergaben mit Hochrechnungen insgesamt ein Volumen von 10 Kubikkilometern der für die unterirdischen Bauwerke bewegten Erde, was im Vergleich dem 4000-fachen der von Menschen erbauten Cheops-Pyramide entspräche. Die regelmäßig über eine Fläche von geschätzt 230.000 Quadratkilometer im Buschwerk verteilten bis zu 3800 Jahre alten Hügelchen sind keine Nester oder typische Termitenhügel; der Abraum aus dem verzweigten weitläufigen Tunnelsystem zwischen den Eingängen wurde auf die Erdoberfläche transportiert. Die Verteilung der Erdhügel (auch als murundus bezeichnet) wurde von den Forschern mit den räumlichen Mustern der Feenkreise (Fairy Circles) im südlichen Afrika, den Mima Mounds in Nordamerika und auch mit den unterirdischen Netzwerken der Nacktmulle (Heterocephalus glaber) verglichen. Die Architekten der Bauten sind in ihrer Lebensweise eng mit dem Ökosystem und dem durch die Trockenheit in der Caatinga bedingten periodischen Laubfall verbunden, die Termiten sind auf die Biomasse des Laubs rund um die Eingänge unter den etwa 2 Meter hohen Termitenhügeln angewiesen und verlassen ihre Bauten, werden die Bäume und Sträucher beseitigt.

## Mythologie
Termitenhügel in Afrika werden in manchen traditionellen Glaubensvorstellungen als Sitz von Erdgöttern oder Erdgeistern vorgestellt. Es gibt afrikanische Mythen, in denen die ersten Menschen durch eine Öffnung in Termitenhügeln hervorkamen. In anderen mythischen Erzählungen dringt ein Jäger bei der Verfolgung eines Wildes durch einen Termitenhügel in die Unterwelt vor und findet erst nach einer gefährlichen Aktion wieder heraus.
Nach einem indischen Mythos liegt unter der Erde das Königreich der Schlangen (Nagas), wohin nur ein Zugang durch den Termitenhügel führt. Die Verehrung von Termitenhügeln hat in Indien eine bis in vedische Zeit zurückreichende Tradition und wird in volksreligiösen Kulten in vielen Teilen des Landes bis heute praktiziert. In einem vedischen Ritualtext, der vor der Mitte des 1. Jahrtausends v. Chr. verfasst wurde, bauen Ameisen (die mit Termiten gleichgesetzt werden) aus Schlamm den ersten Hügel auf dem Urozean. Später vergrößert sich der Erdhügel zum zentralen Weltenberg der kosmogonischen Ordnung. Ein solcher heiliger Ameisenhügel wird mit einer meist weiblichen Dorfgottheit in Verbindung gebracht. Die Gläubigen umschreiten ihn rituell im Uhrzeigersinn und legen vegetarische Opfergaben ab.